# Eneritz de Madariaga
Eneritz de Madariaga Martin (Galdácano, Vizcaya, 1977) es una trabajadora social y política española.
Actualmente es juntera en las Juntas Generales de Vizcaya (desde 2017) y líder y portavoz del grupo parlamentario Podemos-IU en el Parlamento foral (desde 2019).

## Biografía
Estudió la diplomatura en trabajo social en la Universidad de Deusto (1997-1999). Ha trabajado como trabajadora social y educadora social en la Asociación Bizitegi, en programas de drogodependencias en relación con personas en riesgo de exclusión social y su reinserción.
También ha trabajado en la Asociación Urgatzi, en distintos centros para menores no acompañados. Durante dos años fue directora en un hogar para menores no acompañados. Desde el año 2014 y actualmente es directora en un hogar de la red básica, relativo al ámbito residencial para menores no acompañados.
De Madariaga también está vinculada al movimiento ciudadano y al voluntariado, participando en distintas organizaciones como Cáritas u otras.

## Trayectoria política

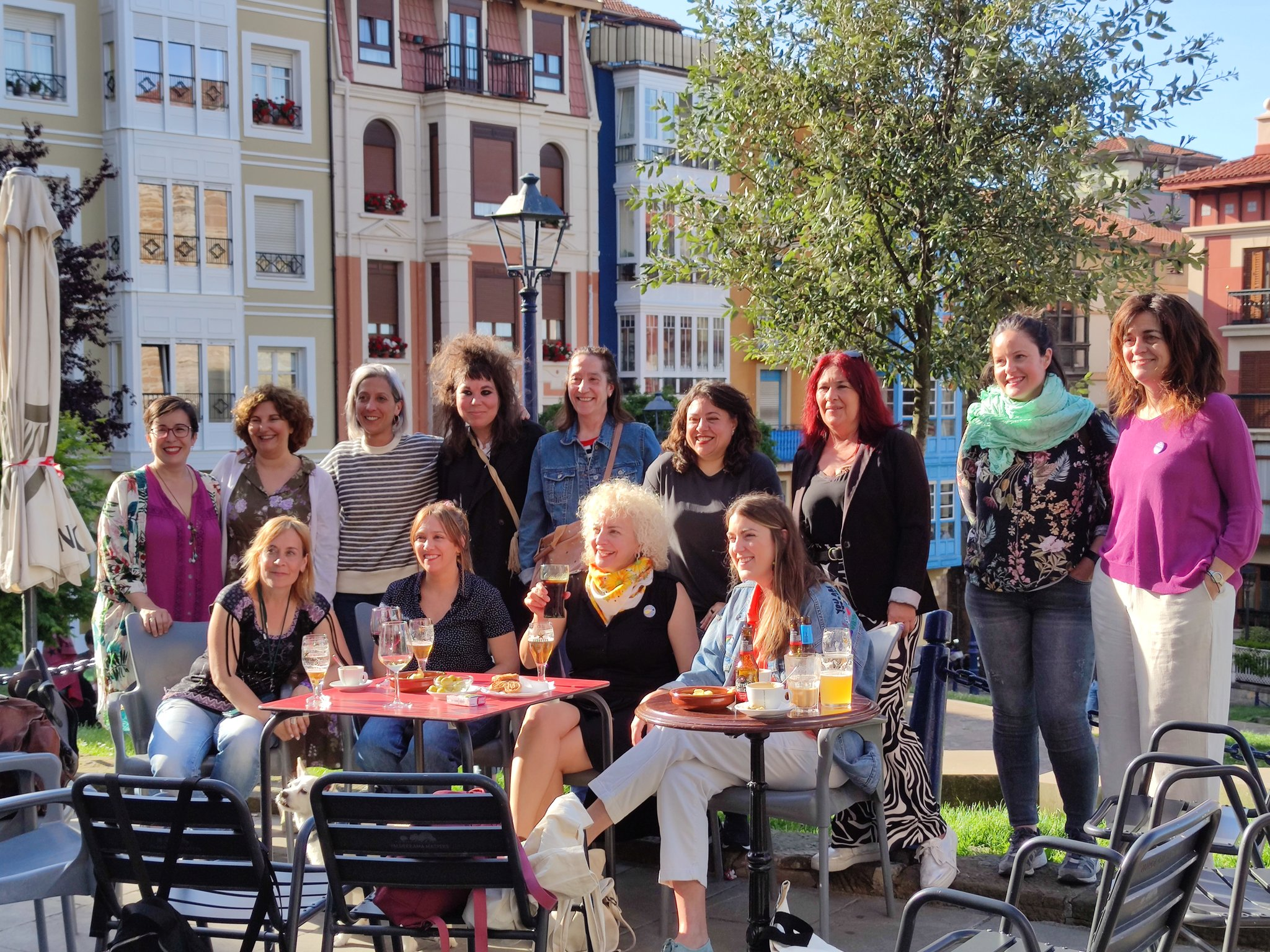
Encuentro Feminista de Podemos Euskadi (Santurce, 2023). Entre otros, Paula Amieva, Pilar Garrido, Eneritz de Madariaga, Natalia Rey, Montserrat Roca, Soraya Pereira, Ángela Sevilla, Mariví Eizaguirre, Ainhoa Lopera, Isabel González y Alba García.

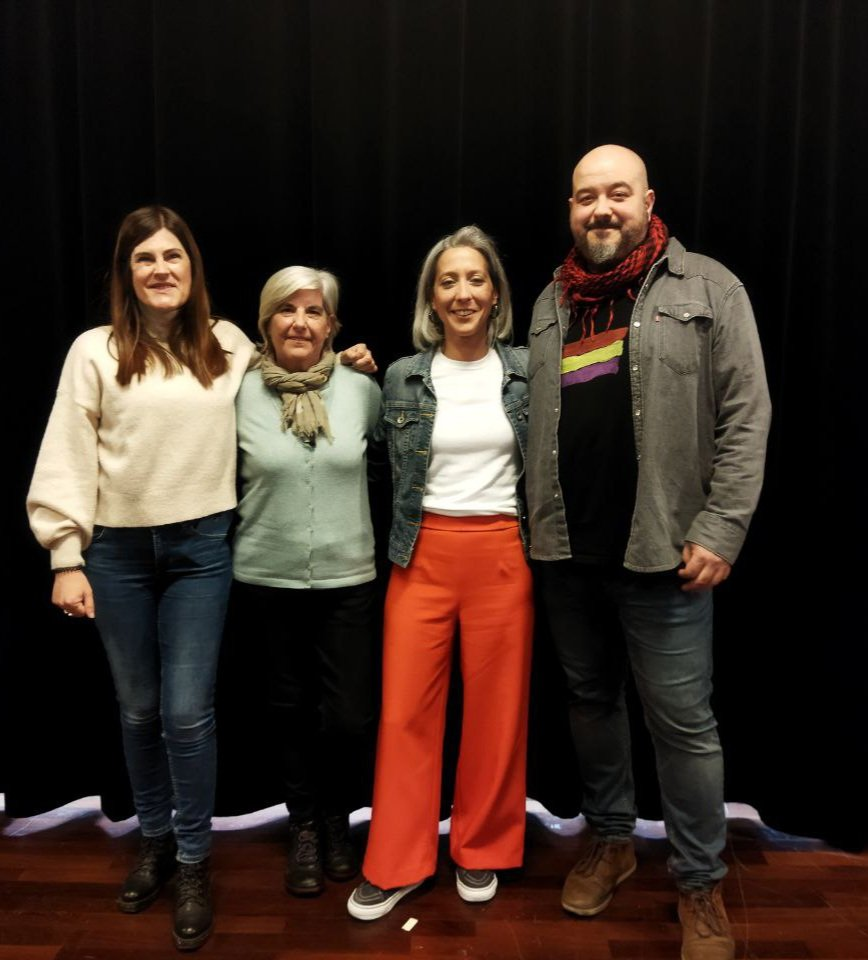
Miren Gorrotxategi, Inma Arias, Eneritz de Madariaga y Richar Vaquero (Bilbao, 2023).

En las elecciones a las Juntas Generales del País Vasco de 2015 fue en la lista de Podemos, pero no obtuvo escaño. En septiembre de 2017, entró en las Juntas Generales de Vizcaya, en la X Legislatura, tras la marcha de Mikel Isasi Ruiz.
En las elecciones a las Juntas Generales del País Vasco de 2019 fue la cabeza de lista por la circunscripción de Bilbao y candidata a Diputada General de Vizcaya, por la coalición Elkarrekin Podemos-IU. Obtuvo escaño como juntera y fue la líder y portavoz del grupo parlamentario Elkarrekin Podemos-IU en el Parlamento foral, durante la XI Legislatura de la cámara foral.
En las elecciones a las Juntas Generales del País Vasco de 2023 volvió a ser la cabeza de lista por la circunscripción de Bilbao y candidata a Diputada General de Vizcaya, por la coalición Elkarrekin Bizkaia (Podemos, IU, Equo y Alianza Verde). Obtuvo escaño como juntera en el Parlamento foral, durante la XII Legislatura.
Repitió como líder y portavoz del grupo parlamentario Podemos-IU-Equo-AV en el Parlamento foral, durante la XII Legislatura.

## Vida privada
Actualmente vive en el barrio de Achuri (Bilbao). Es madre de dos hijas. Se declara feminista y ecologista.